# Santo Estêvão de Barrosas
Santo Estêvão de Barrosas is een plaats (freguesia) in de Portugese gemeente Lousada en telt 933 inwoners (2001).